# لوغان ويستون
لوغان ويستون (3 يوليو 1992 في المملكة المتحدة - ) (بالإنجليزية: Logan Weston)‏ هو لاعب كريكت بريطاني. لعب مع Leeds/Bradford MCC University ‏.

## وصلات خارجية
- لوغان ويستون على موقع إي آس بي آن كريك إنفو (الإنجليزية)